# Megalastrum pulverulentum
Megalastrum pulverulentum är en träjonväxtart som först beskrevs av Jean Louis Marie Poiret, och fick sitt nu gällande namn av Alan Reid Smith och R. C. Moran. Megalastrum pulverulentum ingår i släktet Megalastrum och familjen Dryopteridaceae. Inga underarter finns listade.